# Potoczek (powiat głogowski)
Potoczek – wieś w Polsce położona w województwie dolnośląskim, w powiecie głogowskim, w gminie Jerzmanowa.

## Podział administracyjny
| SIMC    | Nazwa        | Rodzaj                    |
| ------- | ------------ | ------------------------- |
| 0364370 | Nowe Osiedle | zniesiony przysiółek wsi. |

W latach 1975–1998 miejscowość należała administracyjnie do województwa legnickiego.

## Zabytki
Do wojewódzkiego rejestru zabytków wpisany jest obiekt:
- oficyna pałacowa, z początku XIX w.